# Anatole et compagnie

Anatole et compagnie est une série de bande dessinée humoristique française qui suit une bande de cinq enfants aux caractères bien trempés. Écrite par Nicolas Mitric, dessinée par Philippe Fenech et mise en couleurs par Étienne Simon, elle a fait l'objet d'un album publié par Soleil en 2005 avant d'être interrompue.

## Albums
- Soleil, collection « Start » :

1. Le Bon, la Bande... et le Tyran, 2005  (ISBN 2-84565-953-9)[1].